# Jean-Marie Mate de Musivi Mupendawatu
Jean-Marie Mate Musivi Musivimupendawatu (n. Lubero, Kivu del Norte, República Democrática del Congo, 18 de julio de 1955) es un sacerdote católico, canonista, teólogo, autor y profesor congoleño.
Ordenado en agosto de 1982. Ha sido profesor y rector del mismo seminario en el que estudió y también ha ejercido de Capellán sustituto en Canadá. En abril de 1991 entró en la Santa Sede como Oficial del Pontificio Consejo para la Pastoral de los Agentes Sanitarios, del cual ha sido Subsecretario y actualmente desde el 14 de julio de 2011, tras haber sido nombrado por Benedicto XVI es Secretario.
Al mismo tiempo ha sido enviado como miembro de la Delegación en la UNESCO y en la Organización Mundial de la Salud (OMS) y también es miembro del Consejo Directivo de la Academia Pontificia para la Vida.
Cabe destacar que autor de diversas publicaciones sobre temas de la bioética y que es políglota, ya que sabe hablar con fluidez el idioma francés, italiano, inglés y el suajili. 

## Biografía
Nacido en la localidad congoleña de Lubero en la Provincia de Kivu del Norte, el día 18 de julio de 1955, durante la época de la antigua República de Zaire.
Al descubrir cuando era joven su vocación religiosa, decidió estudiar en el Seminario Menor Diocesano de Musienene. Luego pasó al Seminario Filosófico y Teológico "Pío X" de Bukavu y después al Universitario "Juan Pablo II" de Kinsasa, donde se licenció en Teología.
Al finalizar su formación eclesiástica, fue ordenado sacerdote para la Diócesis de Butembo-Beni el día 26 de agosto de 1982, por el entonces obispo Mons. Emmanuel Kataliko†.
Tras su ordenación pasó a ser profesor del Seminario Menor Diocesano de Musienene, el mismo en el que había estudiado y del que llegó a ser el Rector entre los años 1982 y 1985.
También durante sus periodos vacacionales, se trasladaba a Canadá donde ejerció como Capellán sustituto del "Centre Hospitalier de Verdun" y del Centro geriátrico "Hôtel-Dieu" de Montreal.
Después marchó hacia Italia para completar sus estudios, obteniendo en 1989 una Licenciatura y un Doctorado en Derecho canónico por la Pontificia Universidad Urbaniana de Roma.
El día 1 de abril de 1991 comenzó su servicio en la Santa Sede como Oficial del Pontificio Consejo para la Pastoral de los Agentes Sanitarios, del cual el 31 de octubre de 2009, el papa Benedicto XVI lo nombró Subsecretario y actualmente desde el 14 de julio de 2011 es el nuevo Secretario.
También durante muchos años ha adquirido una amplia experiencia en el ámbito internacional, tras haber participando en reuniones y conferencias organizadas por instituciones y organizaciones tanto a nivel regional como a nivel internacional. Fue miembro del Comité Internacional de Bioética de la Organización de las Naciones Unidas para la Educación, la Ciencia y la Cultura (UNESCO) de 1992 a 1995 y los siguientes años fue miembro de la delegación de la Santa Sede en las reuniones del Consejo Ejecutivo y de la Asamblea de la Organización Mundial de la Salud (OMS) y miembro observador de la delegación para la Conferencia general de la UNESCO en París. 
En 1996, el papa Juan Pablo II le otorgó el título honorífico de Capellán de Su Santidad y en 2007, Benedicto le otorgó el de Prelado de Honor de Su Santidad.
Al mismo tiempo, también es miembro del Consejo Directivo de la Academia Pontificia para la Vida y es autor de varias publicaciones relativas sobre todo a temas de la Bioética.

## Títulos y condecoraciones
| Distinción                      | Período | Lugar               | Otorgado por  |
| ------------------------------- | ------- | ------------------- | ------------- |
| Capellán de Su Santidad         | 1996    | Ciudad del Vaticano | Juan Pablo II |
| Prelado de honor de Su Santidad | 2007    | Ciudad del Vaticano | Benedicto XVI |